# Scott Saavedra
Scott Saavedra (1960. február 4. –) amerikai képregényalkotó.

## Életpályája
Scott Saavedra első képregénye az 1986-ban megjelent It’s Science with Dr. Radium volt. 1989 és 1991 között több Disney-képregényen közreműködött, köztük például a Chip és Dale – A Csipet Csapat című animációs sorozat képregény-adaptációján. Saját képregényei, a Dr. Radium: Man of Science 1992 és 1995, a Java Town 1993 és 1996 között, valamint a Comic Book Heaven 1998-tól jelent meg. Munkái számos magazin, így például a Tundra Publishing Hyena, a Fantagraphics Graphic Story Magazine, az Eclipse Comics Twisted Tales, a Slave Labor Graphics Murder Can Be Fun és  The Odd Adventure Zine,  valamint a Marvel Comics Epic Lite oldalain jelentek meg. Reklám- és logó-tervezőként 1987 óta dolgozik a Slave Labor Graphics-nak, valamint készített több reklámanyagot a San Diegó-i Nemzetközi Képregény Találkozó számára.